# After Everything
After Everything är en amerikansk romantisk dramafilm från 2023 i regi av Castille Landon, baserad på karaktärerna i Anna Todds bokserie After. Det är uppföljaren till After Ever Happy från 2022, och är den femte och sista filmen i After-filmserien. Huvudrollerna spelas i vanlig ordning av Josephine Langford och Hero Fiennes Tiffin.
Filmen hade biopremiär i USA den 13 september 2023, samt i Sverige den 15 september 2023, utgiven av Nordisk Film.

## Handling
Filmens handling fokuserar mest på den hjärtekrossade Hardin, som reser hela vägen till Portugal och huvudstaden Lissabon för att träffa sin älskade Tessa, som i sin tur inte längre vill vara med honom efter deras senaste uppbrott. Väl framme i destinationslandet, stöter han även på sitt före detta kärleksintresse Natalie, som ganska snabbt kommer tillbaka in i hans liv. Samtidigt som jakten på Tessa fortsätter, får Hardin även problem med gamla fiender från förr, samt påtryckningar från sitt bokförlag, som kräver att hans nästa roman ska bli färdigställd.

## Rollista (i urval)
- Hero Fiennes Tiffin – Hardin Scott
- Josephine Langford – Tessa Young
- Louise Lombard – Trish Daniels
- Stephen Moyer – Christian Vance
- Mimi Keene – Natalie
- Benjamin Mascolo – Sebastian
- Jessica Webber – Maddy
- Laura Dutra – Paloma
- Chance Perdomo – Landon Gibson
- Kiana Madeira – Nora
- Rob Estes – Ken Scott
- Arielle Kebbel – Kimberley
- Carter Jenkins – Robert Freeman
- Anton Kottas – Smith